# 아바타: 프론티어 오브 판도라
아바타: 프론티어 오브 판도라(Avatar: Frontiers of Pandora)는 매시브 엔터테인먼트가 개발하고 유비소프트가 퍼블리싱한 아바타 영화 시리즈를 기반으로 한 2023년 오픈 월드 액션 어드벤처 게임이다. 이 게임은 2023년 12월 7일 플레이스테이션 5, 마이크로소프트 윈도우, 엑스박스 시리즈 X/S용으로 출시되었으며 비평가들로부터 엇갈린 평가를 받았다. 아바타: 더 게임(2009) 이후 프랜차이즈용으로 출시된 두 번째 비디오 게임이다.

## 게임플레이
1인칭 시점으로 플레이하는 플레이어는 자원 개발청(RDA)에서 군인으로 키우고 훈련한 나비(Na'vi) 고아를 조종하다가 정지된 애니메이션에 들어가 15년 후 버려진 시설에서 깨어난다. 게임의 스토리는 부분적으로 영화와 연결되어 있으면서도 독립적인 것으로 알려져 있다. 이 게임은 2인 협동 멀티플레이도 지원한다. 플레이어는 이전에 볼 수 없었던 판도라 지역인 서부 프론티어를 가로지르는 여행을 시작하여 그들의 기원을 발견하고 서부 지역의 천연 자원을 이용하려는 자원 개발청에 맞서 싸우기 위해 현지 나비 부족을 조직해야 한다. 판도라(Pandora)는 세 개의 서로 다른 지역으로 나누어진 대규모 오픈 월드로, 각 지역에는 고유한 생물 군계, 퀘스트 및 주민이 있다.
플레이어는 나비 센스(Na'vi sense)를 사용하여 상호 작용 가능한 개체와 적의 취약한 지점을 강조할 수 있다. 플레이어는 돌격 소총, 산탄총과 같은 RDA 무기와 활, 화살, 창 투척기와 같은 나비의 무기를 모두 장착하여 적과 싸우게 된다. 플레이어가 게임을 진행하고 퀘스트를 완료하면 더 나은 장비가 잠금 해제되어 플레이어의 전투 성능이 향상된다. 탄약, 투척 무기, 기타 소비재는 야생에서 수집한 재료를 사용하여 제작할 수 있다. 플레이어는 게임에서 동물을 사냥할 수 있지만, 총기를 사용하면 제작 자원을 수집할 수 없다. 플레이어는 RDA 부대를 물리치고 동료 나비를 도우며 게임을 진행함으로써 "클랜 호의"를 얻을 수도 있다. 희귀한 무기, 방어구, 제작 재료를 구매하는 데 사용할 수 있다. 플레이어 캐릭터는 매우 민첩하여 이중 점프와 같은 고급 곡예 기술을 수행할 수 있다. 플레이어 캐릭터는 비행 생물인 이크란(ikran)을 타고 세계를 빠르게 탐색할 수도 있다.

## 줄거리
2146년, 제이크 설리가 판도라에 도착하기 8년 전, RDA는 대사 프로그램(TAP, The Ambassador Program)을 설립한다. 이 프로그램은 엘마 코르테즈 박사와 RDA의 이사 존 머서가 주도하며, 다섯 명의 어린 나비족(플레이어인 사렌투, 리넬라, 아하리, 테일란, 노어)를 나비와 인간간 대사로 훈련시키는 것을 목표로 한다. 그러나 이 나비 아이들은 자신들이 각자의 부족에서 납치되었다는 사실을 기억하고 있으며, 머서의 엄격한 교육 방식에 불만을 품고 있다. 결국 아이들은 탈출을 시도하지만, 결국 발각되고 그 과정에서 머서는 이들에게 기강을 세우고 공포와 권위를 심어주기 위해 발각된 현장에서 바로 플레이어 사렌투의 누이인 아하리를 총으로 쏴 죽인다.
그로부터 8년 후, 플레이어가 위치한 서부거점을 기준으로 동부에서 토루크 막토 제이크 설리(Jake Sully)와 부족연합이 동부 할렐루야 산맥과 오마티카야 영혼의 나무에서 RDA를 상대로 대승리를 거두게 된다. 이 여파로 사렌투가 위치한 서부거점을 포함한 모든 RDA의 거점과 기지들은 판도라에서 철수할 수밖에 없는 상황이 된다. 머서는 이제 성인이 된 TAP 학생들이 더이상 살려두어선 안 되는 위험 요소가 되었다고 판단하고 그들을 사살하라고 명령하지만, 엘마는 이에 저항하며 학생들을 냉동 수면 캡슐에 숨겨준다.
16년 후
RDA는 판도라를 재침공했으며 저항군과 협력하는 나비 전사들에 의해 학생들은 깨어나게 되고, 뒤늦게 찾아온 RDA의 공격을 간신히 피해 탈출한다. 사렌투는 친구들을 다시 모은 후, RDA를 배신하고 저항하는 인간들과 부족과 생활터전을 잃어 판도라 각지에서 모인 나비족들로 구성되어 엘마를 리더로 RDA에 맞서는 저항군과 합류한다. 사렌투는 RDA의 에너지 채굴 시설을 파괴하는 첫 번째 임무를 성공적으로 수행하고, 이후 사렌투는 판도라의 살아있는 영혼 에이와(Eywa)와 연결되며, 거의 멸종된 사렌투 부족에 대한 기억을 되찾는다.
하지만 RDA는 이에 대응해 엘마의 은신처를 습격한다. 사렌투는 이를 저지하는 데 성공하고, 아라나해(Aranahae) 부족의 주목을 받아 그들에게 받아들여진다. 하지만 아라나해 부족의 올로에이크탄(지도자)인 카나트(Ka’nat)는 부족의 안전을 이유로 강력한 기술력을 지닌 RDA와의 전쟁을 망설인다. 이후 저항군의 소속으로 아라나해 부족과 함께 생활하며 나비족의 생존법, 사냥법 등을 터득하고 나비족처럼 생각하는 법과 나비족처럼 살아가는 법을 터득한다. 아라나해 부족은 사렌투에게 이크란을 얻도록 도와준다.
서부 부족연합의 첫 번째 승리
RDA의 침략이 계속되면서, 평원 지대의 제스와(Zeswa) 부족 역시 점점 분노하기 시작한다. RDA 보안부의 안젤라 하딩(Angela Harding) 대령는 평원 지대에서 동물들을 학살하며 전리품을 탐하고 있었고 결국에는 제스와 부족이 성스럽게 여기는 동물마저 죽여버리는 사태가 벌어진다. 이에 사렌투는 RDA 시설들을 직접 파괴하고, 부족 간 동맹을 형성하기 위해 나선다. 결국 제스와 부족을 주축으로 소수의 아라나해 부족원과 저항군이 협력하여 평원지대의 대규모 시설 한 군데를 무력화하는 데 성공한다. 하지만 이 승리 후, 노어는 엘마가 자신들을 머서로부터 지키지 못한 것에 대해 분노를 표출하며, 테일란과 대립하기 시작한다.
이때 RDA가 저항군의 기지를 급습하여 사렌투를 포로로 잡아간다. 그러나 엘마의 부관인 빌리 내쉬(Billy Nash)가 희생을 무릅쓰고 사렌투를 구출한다. 사렌투가 저항군과 다시 합류했을 때, 엘마와 많은 동료들이 RDA의 화학무기에 의해 병에 걸렸으며, 테일란은 저항군 주요 요직들이 모여있는 저항군의 거점을 머서에게 보고했고 그 죄책감에 도망쳤다는 사실을 알게 된다.
배신과 진실
사렌투는 부상당한 엘바를 비롯한 저항군을 돕기 위해 의료에 능통한 카메티레(Kame’tire) 부족을 찾아가 치료를 요청한다. 이 과정에서 사렌투는 자신도 모르고 있던 또 다른 TAP 시설(TAP Con-1)의 존재를 발견하게 된다. 이곳을 조사하던 사렌투는 카메티레 부족 내부에 RDA와 내통하는 자가 있었으며, 그자가 머서에게 사렌투 부족의 위치를 넘겼다는 사실을 알게 된다. 그 결과, 머서는 사렌투 부족을 학살하고, 살아남은 아이들을 자신에게 충성하는 전사로 키웠다.
배신자가 밝혀지자, 카메티레 부족의 차히크(에이와의 뜻을 해석하는 자) 아누피(Anufi)는 죄책감을 느끼며 저항군을 치료해 주기로 한다. 하지만 노어는 저항군을 떠나며 알마의 아바타 몸을 칼로 찔러 치명상을 입힌다. 엘마는 죽기 직전, 자신의 기억을 사렌투와 리넬라에게 전달하며, 자신이 과거에 머서의 사렌투 부족 학살을 도왔었다는 사실을 고백한다. 그녀는 TAP 프로그램의 성공을 위해 머서를 도왔지만, 이후 계속해서 죄책감에 시달려 왔던 것이었다.
최후의 전투
한편, RDA는 판도라의 지하를 폭파하여 더 많은 자원을 확보하고, 나비족들이 생태계에서 의존하는 동식물을 없애려 한다. 이에 맞서 사렌투와 저항군은 RDA의 최종 기지를 공격하기로 결의한다.
이 과정에서, 머서 편에 섰던 테일란이 다시 저항군으로 돌아온다. 사렌투와 테일란은 협력하여 RDA의 무기를 무력화하고, 머서를 기지 내부에 가둔 채 폭발로 그를 처단한다.
이 승리로 인해 RDA는 판도라의 해당 지역에서 철수하게 된다. 사렌투, 리넬라, 그리고 테일란은 사렌투 부족을 재건하는 것을 새로운 목표로 삼는다.

## 개발
매시브가 다음 주요 타이틀이 제임스 카메론의 아바타 (2009년 영화)를 기반으로 할 것이라고 발표하면서 아바타 게임이 발표되었다. 이 게임은 E3 2021의 예고편과 함께 '아바타: 프론티어 오브 판도라'라는 제목으로 명명되었다. 아바타 세계의 독립형 스토리를 전달하는 이 게임에는 "아바타 3가 출시되면 성과를 거둘 몇 가지 요소"가 포함되어 있으며 시리즈의 향후 영화는 게임의 요소를 사용한다.

## 출시
2021년 투자자 콜에서 아바타: 프론티어 오브 판도라가 2022~2023 회계연도(2022년 4월~2023년 3월)에 잠정적으로 출시될 예정이라는 사실이 밝혀졌다. 이 게임은 2022년 7월에 최초 출시 기간인 2022년부터 2023~2024 회계연도(2023년 4월~2024년 3월)로 연기되었다. 유비소프트 포워드(Ubisoft Forward) 2023년 6월 비디오 프레젠테이션에서 2023년 12월 7일 출시일이 공개되었다.

## 평가

### 중요한 반응
리뷰 애그리게이터 웹사이트 메타크리틱에 따르면 아바타: 프론티어 오브 판도라는 "일반적으로 호평"을 받은 엑스박스 시리즈 X/S 버전을 제외하고 비평가들로부터 "혼합 또는 평균 리뷰"를 받았다. 비평가 리뷰 중 54%가 오픈크리틱에서 이 게임을 추천했다.

### 판매
영국에서는 아바타: 프론티어 오브 판도라가 실물 차트 5위로 데뷔했다. 그 다음 주에 게임은 매출이 53% 감소한 후 12위로 떨어졌다.
일본에서는 플레이스테이션 5 버전이 출시 첫 주에 8,363개의 실제 제품을 판매하여 이번 주 국내에서 12번째로 많이 팔린 소매 게임이 되었다.